# Vivero (cráter)

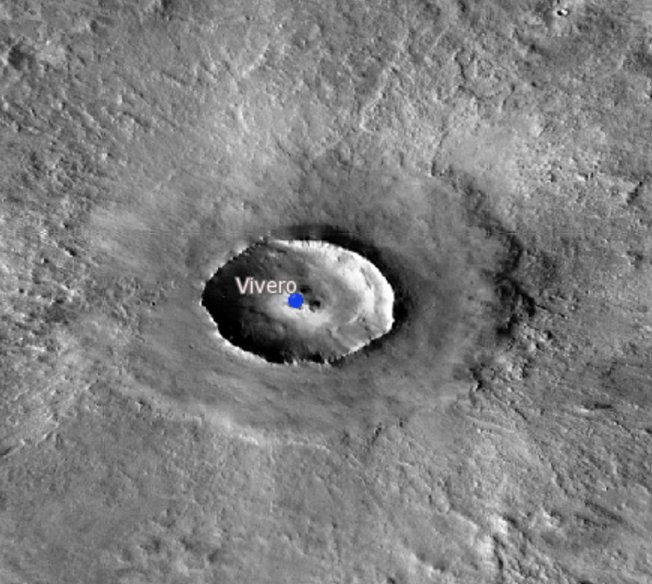
Cráter marciano Vivero. Imagen Infrarroja. (IAU/USGS/Goddard/A SU/USGS)

Vivero es un cráter de impacto del planeta Marte situado al suroeste del cráter Bulhar, al oeste de Mie, al noroeste de Chincoteague, al norte de Kufra y al noreste de Nier, a 49° norte y 118.8º este.
El impacto causó una abertura de 28 kilómetros de diámetro. El nombre fue aprobado en 1979 por la Unión Astronómica Internacional, en honor a la localidad española de Vivero.

## Localidades españolas con cráteres dedicados en Marte
Un total de 13 localidades de España cuentan con un cráter en Marte que lleva su nombre:
- Cádiz
- Calahorra
- Castril
- Chia
- El Escorial
- Galdácano
- Isil
- Llanesco
- Madrid
- Morella
- Palos
- Vivero
- Yebra